# I tre moschettieri (miniserie televisiva)
I tre moschettieri  è una miniserie televisiva, liberamente ispirata dal romanzo omonimo di Alexandre Dumas e prodotta in Italia nel 1991, diretta da Beppe Recchia e con protagonisti Marco Columbro, Francesco Salvi, Teo Teocoli e Gerry Scotti.

## Produzione
La miniserie venne diretta da Beppe Recchia, ex regista Rai. Nel cast sono presenti anche Iva Zanicchi, Umberto Smaila, Pamela Prati, Sergio Vastano e Marina Morgan. Le registrazioni furono particolarmente lunghe e difficoltose e avvennero fino a tarda notte nello Studio A (conosciuto come Studio One) della Bravo Productions di Milano. Marina Morgan e Pamela Prati parteciparono alle riprese grazie a una deroga concessa dalla Rai.

## Distribuzione
Le due puntate della miniserie, trasmessa da Canale 5, andarono in onda nel 1991.